# 米格尔·安赫尔·法拉斯卡
米格尔·安赫尔·法拉斯卡·費尔南德斯（西班牙語：Miguel Ángel Falasca Fernández，1973年4月29日—2019年6月22日），西班牙排球運動員。他在1993年至2009年期間是西班牙國家男子排球隊的一員。他代表西班牙參加了2000年奧運會和2007年歐洲金排球錦標賽。退役后成为排球教練。2019年6月22日他因心脏病发作逝世，享年46歲。

## 外部連結
- 米格尔·安赫尔·法拉斯卡在国际奥林匹克委员会的资料